# 彼得·穆塔里卡
亞瑟·彼得·穆塔里卡（英语：Arthur Peter Mutharika，//mutʰárika//；1940年—），马拉维政治人物，前总统宾古·瓦·穆塔里卡的胞弟，2012年起任民主进步党党首，曾經擔任司法部長、教育部長、外交部長等職，2014年5月20日贏得總統選舉，同年5月31日宣誓就任马拉维第五任总统。
2019年5月21日，彼得•穆塔里卡在一次备受争议的总统大选中宣布胜选连任，但马拉维最高法院在2020年2月3日裁决其连任无效，最终彼得•穆塔里卡在同年5月28日重新举行的总统大选中落败，并在次月卸任马拉维总统一职。
2021 年 8 月，宪法法院审查了彼得·穆塔里卡进步民主党提出的上诉。 他呼吁取消 2020 年总统选举，因为他的四名代表已被禁止参加选举委员会。

## 链接
- The Biographical Sketch of Peter Mutharika

| 官衔                 | 官衔                      | 官衔                       |
| -------------------- | ------------------------- | -------------------------- |
| 前任者： 乔伊斯·班达 | 马拉维总统 2014年－2020年 | 繼任者： 拉扎勒斯·查克维拉 |